# Карашунгыл
Карашунгыл (каз. Қарашүңгіл; также упоминается как Карашунгул, Карашунгил) — некрополь XVIII—XX веков в Жылыойском районе Атырауской области Казахстана. Расположен в 13 км к северо-востоку от упразднённого села Аккудык, в 53 км к югу от районного центра — города Кульсары.

## История

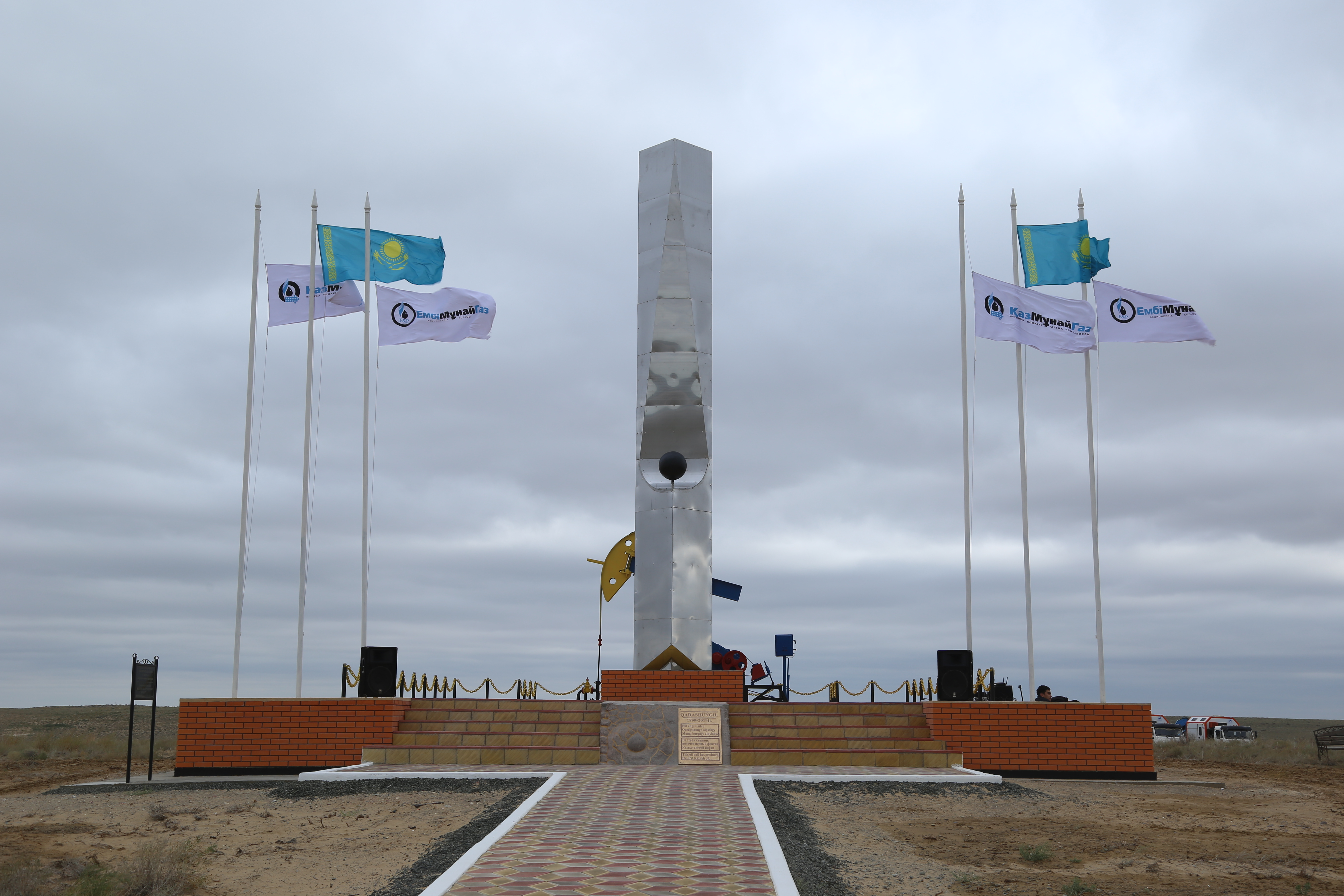
Стела в честь 120-летия добычи казахстанской нефти рядом с некрополем Карашунгыл

По одной из народных легенд Карашунгыл назван в честь двух человек: парня Кара и девушки Шунгыл, влюблённых друг в друга и похороненных в этом месте. Некрополь является местом паломничества — люди приезжают, ночуют там, прося у предков излечения от болезней и избавления от проблем. Среди почитаемых могил: святой (аулие) Карашунгыл, Караби-ата, Батыр-ата, Тузат, Кыз-аулие.
Особо интересны однокамерные захоронения в форме юрты из саманного кирпича. Большинство захоронений на некрополе относятся к казахским родам адай и кете.
В 1895 году рядом с некрополем было обнаружено нефтяное месторождение — адвокат Юрий Лебедев обратил внимание на выходы нефти на склонах впадины в урочище Карашунгыл. Следующей весной он возвёл там временную постройку, нанял рабочих начал производить разведку. У Лебедева находку приобрела компания «Леман и Ко», 15 ноября 1899 года на месторождении забил первый нефтяной фонтан. Эта дата считается началом нефтедобычи в Казахстане.